# プルートス

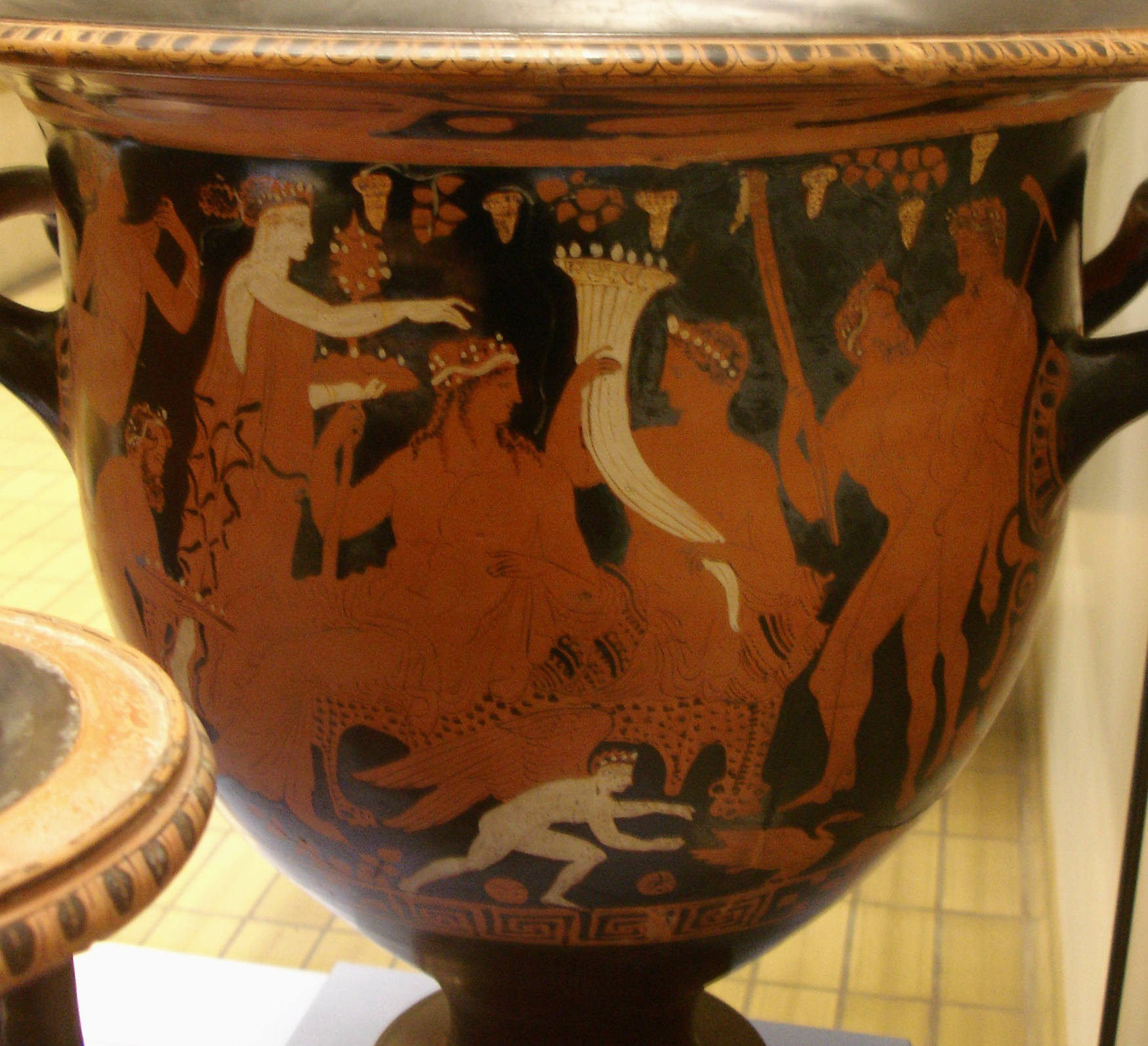
豊穣の角を持ったプルートスと、ディオニューソス。

プルートス（古希: Πλοῦτος, Ploūtos）は、ギリシア神話における富と収穫の神である。農耕の女神デーメーテールとイーアシオーンの息子で、一説によるとピロメーロスという兄弟がいた。プルートスは盲目で、豊穣の角を持ち、絵画などでは有翼の幼児として表される事もある。
良き者にだけ富を与えるとゼウスに宣言した。ゼウスは、それでは貧富の差が増すばかりであるという再配分の論理から、彼から人の良し悪しが見えないように視力を奪ってしまった。

## 登場作品
- 『ファウスト 第二部』 仮面舞踏会でプルートスを演じたファウストは、その後、盲目になる。